# Tertio millennio adveniente
Tertio millennio adveniente – list apostolski papieża Jana Pawła II z 1994, dotyczący przygotowań do Wielkiego Jubileuszu Roku 2000.
W liście papież zwrócił się do biskupów, kapłanów, diakonów, zakonników i zakonnic oraz wszystkich wiernych. Dokument składa się z pięciu rozdziałów:
1. Jezus Chrystus wczoraj i dziś (Hbr 13,8)
2. Jubileusz Roku 2000
3. Przygotowanie Wielkiego Jubileuszu
4. Przygotowanie bezpośrednie
5. Jezus Chrystus ten sam na wieki (Hbr 13,8)

Jeśli chodzi o przygotowanie bezpośrednie, Jan Paweł II wyszczególnił dwie fazy. W trakcie pierwszej fazy Jan Paweł II proponował namysł nad kierunkami przygotowań do jubileuszu oraz uświadamianie w Kościołach lokalnych jego wagi. Druga faza miała charakteryzować się refleksją wspólnoty eklezjalnej w kolejnych latach nad osobami: Jezusa Chrystusa, Ducha Świętego oraz Boga Ojca. Jeśli chodzi o perspektywę samych obchodów jubileuszowych, Jan Paweł II zapowiedział, iż będą one miały miejsce równocześnie w Rzymie, w Ziemi Świętej i kościołach lokalnych.